# Katarzyna Krężel
Katarzyna Danuta Krężel, coniugata Maliszewska (Cracovia, 4 febbraio 1985), è un'ex cestista polacca.
È la figlia di Halina Kaluta.

## Carriera
Con la Polonia ha disputato i Campionati europei del 2015.